# Lelaps decorata
Lelaps decorata is een vliesvleugelig insect uit de familie Pteromalidae. De wetenschappelijke naam is voor het eerst geldig gepubliceerd in 1862 door Walker.